# KLM Cityhopper
KLM Cityhopper je nizozemská regionální letecká společnost a dceřiná společnost KLM. Sídlí v obci Haarlemmermeer a má leteckou základnu na amsterdamském letišti Schiphol. Stejně jako její mateřská společnost patří i KLM Cityhopper k letecké alianci SkyTeam a spadá pod nadnárodní leteckou společnost Air France–KLM. KLM Cityhopper zaštiťuje pouze provoz, letenky na lety této společnosti se kupují přes KLM.

## Historie

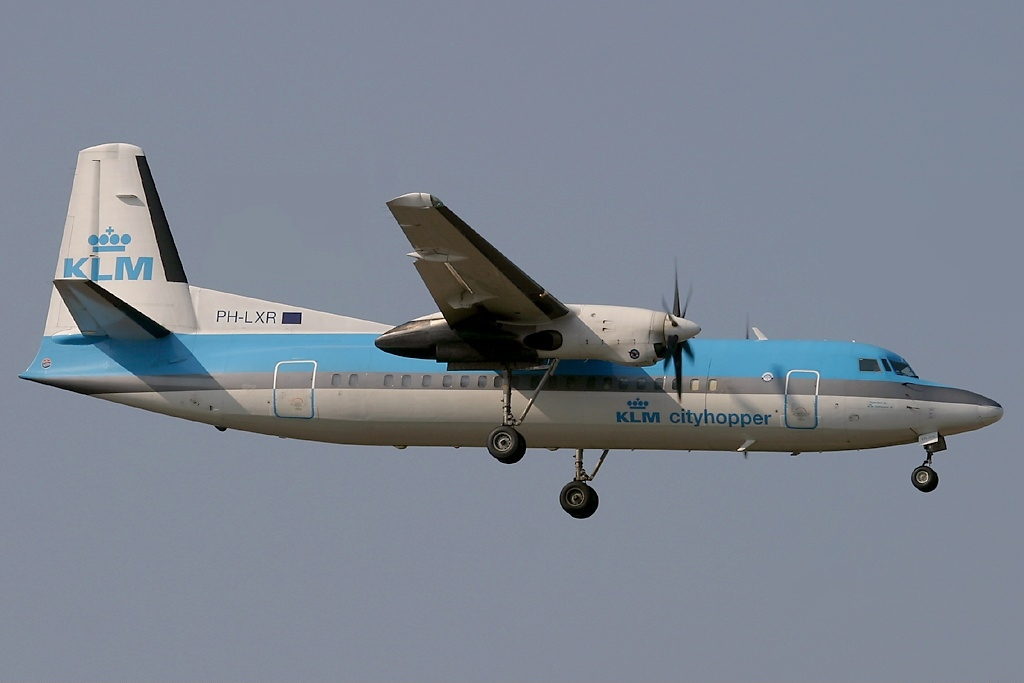
Fokker 50 KLM Cityhopper v roce 2004

Tato společnost vznikla 1. dubna 1991 a začala s provozem ve stejném roce. Zároveň sloučila letecké společnosti NLM CityHopper a Netherlines. V roce 2007 se pod KLM Cityhopper sloučila i letecká společnost KLM UK, v tomto roce měla společnost KLM Cityhopper 910 zaměstnanců.
Společnost v roce 2008 podnikla rozsáhlou obnovu letky. Do té doby používala letadla nizozemské výroby – Fokker 50, 70 a 100. Ty se rozhodla společnost nahradit modernějšími Embraery E190, kterých v tomto roce objednala 17 kusů. Jejich dodávky začaly již v roce 2009, o rok později zároveň firma vyřadila poslední vrtulový letoun Fokker 50 a zároveň začala vyřazovat Fokkery 70 a 100.
V roce 2014 se společnost KLM Cityhopper po převzetí 28. Embraeru E190 stala největším provozovatelem tohoto typu v Evropě, bylo také představeno nové „delfínové" modernější zbarvení letadel, stejně jako u mateřské společnosti KLM. KLM Cityhopper v roce 2015 oznámila objednávku menších Embraerů E175, které nahradily řadu Fokker 70.

## Flotila

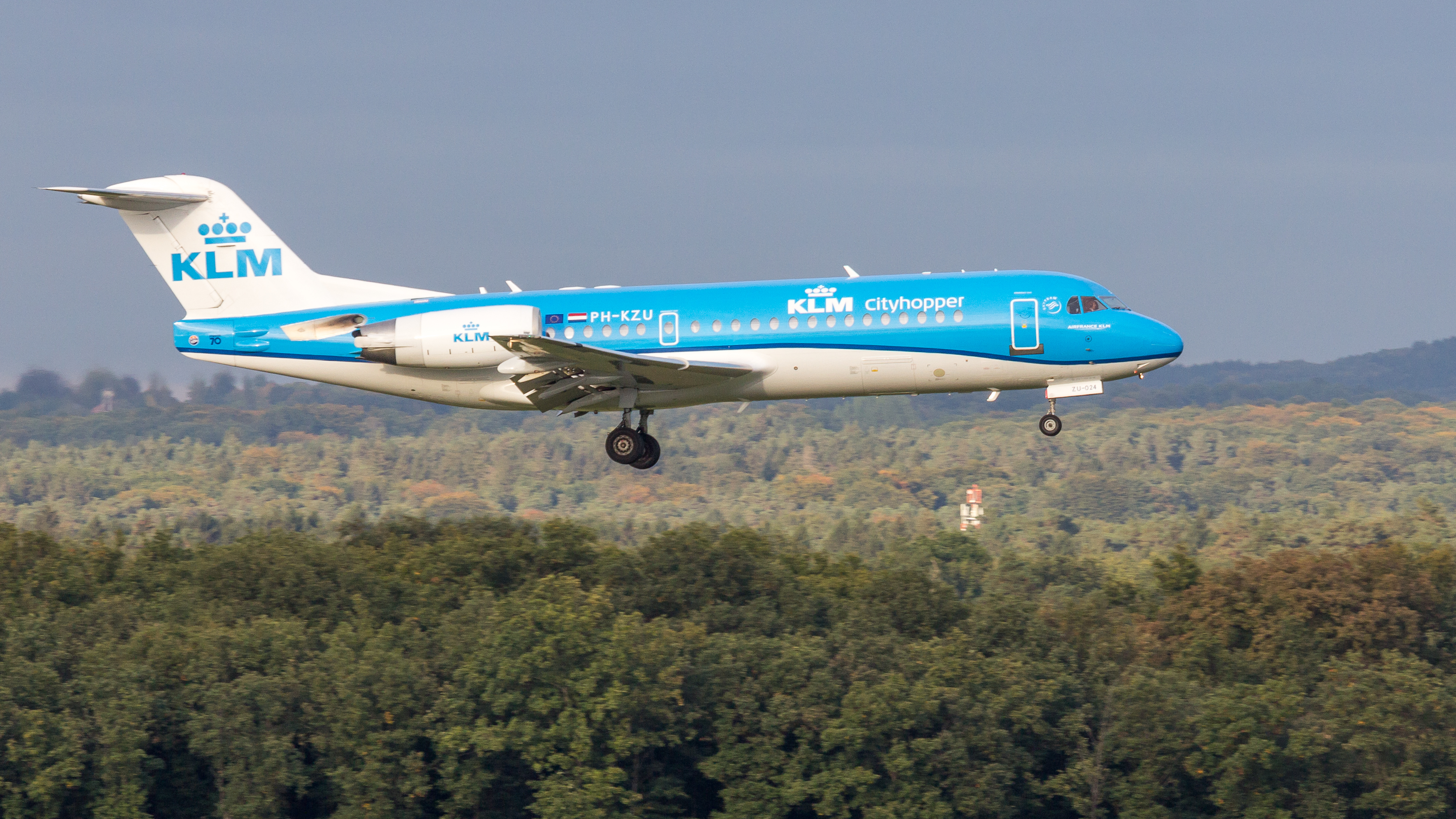
Fokker 70 KLM Cityhopper v novém zbarvení, 2015

### Současná
V listopadu 2017 společnost KLM Cityhopper provozovala následující letadla s průměrným stářím 5 let:
| Letadlo     | Počet | Objednávky | Cestující | Cestující | Cestující | Cestující | Poznámky |
| Letadlo     | Počet | Objednávky | C         | Y+        | Y         | Celkem    | Poznámky |
| ----------- | ----- | ---------- | --------- | --------- | --------- | --------- | -------- |
| Embraer 175 | 10    | 10         | 20        | 8         | 60        | 88        |          |
| Embraer 190 | 30    | —          | 20        | 8         | 72        | 100       |          |
| Celkem      | 40    | 10         |           |           |           |           |          |

### Historická
Společnost KLM Cityhopper v minulosti provozovala následující typy letadel:
| Letadlo    | Zařazeno | Vyřazeno |
| ---------- | -------- | -------- |
| Fokker 50  | 1991     | 2010     |
| Fokker 70  | 1995     | 2017     |
| Fokker 100 | 1991     | 2012     |
| Saab 340   | 1991     | 1998     |